# كونور كوفنتري
كونور كوفنتري (بالإنجليزية: Conor Coventry)‏ هو لاعب كرة قدم بريطاني في مركز الوسط، ولد في 25 مارس 2000 في ناحية غابة والثام في لندن ‏ في المملكة المتحدة. شارك مع منتخب جمهورية أيرلندا تحت 21 سنة لكرة القدم. أما مع النوادي، فقد لعب مع وست هام يونايتد.

## وصلات خارجية
- كونور كوفنتري على موقع الاتحاد الأوربي (الإنجليزية)
- كونور كوفنتري على موقع قاعدة بيانات كرة القدم.إي يو (الإنجليزية)
- كونور كوفنتري على موقع Soccerbase.com (لاعب) (الإنجليزية)
- كونور كوفنتري على موقع Soccerway.com (الإنجليزية)
- كونور كوفنتري على موقع عالم كرة القدم.نت (الإنجليزية)